# Union des entreprises de transport et logistique de France
L'Union des entreprises de Transport et Logistique de France (Union TLF) est une association interprofessionnelle qui promeut et défend les intérêts de l’ensemble du secteur des activités de transport et de logistique. Les entreprises adhérentes à l’Union TLF représentent 32,47% des salariés de la branche. Elles sont actives dans des secteurs aussi diversifiés que :
- transport routier de marchandises,
- messagerie
- logistique
- livraison urbaine et transport léger
- multimodal (ferroviaire, fluvial)
- location de véhicules industriels
- transport maritime, aérien et représentants en douane avec TLF Overseas

L'Union TLF est organisée en conseils de métier et commissions animés par des professionnels en activité. TLF siège dans de nombreuses instances Française, Européenne et Internationale. TLF assure la promotion des activités transport et de la logistique. Elle compte une vingtaine d'implantations et est présidée par Jean Thomas Schmitt.
TLF Overseas est l’Union professionnelle regroupant les entreprises organisatrices de transports aériens, maritimes et les représentants en douane. Elle représente 90% des flux aériens, 80% des flux maritimes (marchandises hors vrac) et 95% des opérations douanières. 
Les missions de TLF Overseas couvrent la défense des intérêts de la profession, auprès des législateurs et décideurs en France, en Europe et à l’international en collaboration avec les organisations CLECAT, CONFIAD et FIATA. TLF Overseas se mobilise pour renforcer l’attractivité du site France et améliorer la compétitivité du commerce extérieur français. L'Union TLF Overseas est présidée par Joël Glusman.